# Paedophryne swiftorum
A Paedophryne swiftorum  a kétéltűek (Amphibia) osztályába és  a békák (Anura) rendjébe, a Szűkszájúbéka-félék (Microhylidae) családjába tartozó faj.

## Előfordulása
Pápua Új-Guinea endemikus faja. Az ország Morobe tartományában, 500–950 m-es tengerszint feletti magasságban honos.

## Nevének eredete
Nevét a Swift család tiszteletére kapta, akik forrásokat biztosítottak az új faj felfedezésének közelében található Kamiali Biológiai Kutatóállomás létrehozásához.

## Felfedezése
A Paedophryne swiftorum fajt a Cornell Egyetem által szervezett expedíción fedezte fel egy egyetemi hallgató 2008-ban. A faj hímjei egy kettős csettintő hangból álló sorozatot adnak ki, amit a kutatók már hallottak korábban is, de azt gondolták, hogy az egy tücsök hangja. Michael Gründer, miközben egy ezerlábút figyelt meg az avarban, egészen közelről hallotta ezt a hangot, és fejét elfordítva, egy egészen apró békát pillantott meg, amint az ritmikusan felfújja hanghólyagját. Mivel a példány mérete csak 8,5 mm volt, először azt gondolták, hogy egy nem teljesen kifejlett egyed, de ennek ellent mondott, hogy csak az ivarérett hím békák énekelnek a nőstények magukhoz csalogatása céljából. Akkor a Paedophryne swiftorum a világ egyik legkisebb gerincese volt, ám a rákövetkező évben egy még kisebbet fedeztek fel. A vele szoros rokonságban álló Paedophryne amauensis fajt, melynek mérete csupán 7,7 mm ennek a helynek a közelében fedezték fel. Ezeket a békákat nehéz észrevenni, mivel jól rejtőzködnek az avarban. Jelenlétüket azonban elárulja éles, rovarokéhoz hasonló hangjuk. A Paedophryne swiftorum a déli félteke legkisebb békafajai közé tartozik. 

## Megjelenése
A Paedophryne swiftorum apró békafaj, a hímek átlagos hossza 8,5 mm. Háta sötétbarna, amit szabálytalanul elhelyezkedő, halvány vagy rozsdás színű pettyezés tarkít, oldalán időnként világosabb barna csík húzódik. Hasi oldala sötétbarna, hasa fakóbb árnyalatú. Feje rövid, orra tömpe, szeme nagy méretű. Lába viszonylag hosszú, ujjai mind a mellső, mind a hátsó lábán úszóhártya nélküliek. Lábainak első ujjpercei megrövidültek, egyes más ujjpercek is rövidebbek. Éneke négy, hat vagy nyolc kettős hangból áll. Hangját szürkületkor vagy hajnalban hallatja, bár esős időben nappal is énekel.

## Életmódja
A többi ismert Paedophryne fajhoz hasonlóan a Paedophryne swiftorum is az esőerdők avarjában él, ahol tarka, barnás színével kiválóan jól rejtőzködik. Meglehetősen gyakori faj, erre utal az a tény, hogy az éneklő hímek mindössze 0,5 m-re vannak egymástól. Apró gerinctelenekkel, például aktákkal, ugróvillásokkal táplálkozik. Feltehetőleg madarak, kisebb emlősök és akár nagyobb gerinctelenek is táplálékot látnak benne. Valószínűleg közvetlen kifejlődéssel, az ebihal stádium kihagyásával szaporodik.